# Килгеврин
Килгеврин (англ. Kilgevrin; ирл. Cill Ghoibhreann) — деревня в Ирландии, находится в графстве Голуэй (провинция Коннахт).
Во время переписи 1911 года здесь насчитывалось 32 фамилии.